# Акімов Ігор Андрійович
Акі́мов І́гор Андрі́йович (нар. 19 липня 1937, Київ — 7 квітня 2021, Київ) — український зоолог, акаролог, член-кореспондент Національної академії наук України, професор, доктор біологічних наук, заслужений діяч науки і техніки України. Директор Інституту зоології імені І. І. Шмальгаузена НАН України протягом 1987—2021 років.

## Біографічні відомості
Ігор Андрійович народився 19 липня 1937 р. у м. Києві. У 1960 р. з відзнакою закінчив Київський державний університет ім. Т. Г. Шевченка. У 1965 р. Ігор Андрійович захистив кандидатську, а в 1979-му — докторську дисертації. Від 1987 року — директор Інституту зоології ім. І. І. Шмальгаузена НАН України.

## Наукова діяльність
І. А. Акімов — зоолог широкого профілю, спеціаліст з багатьох напрямків фундаментальної та прикладної акарології, еволюційної і функціональної морфології, екології та еволюції тварин і зоопаразитології.
Ігор Андрійович розробив й обґрунтував концепцію еволюційної та адаптивної тотожності функціональних ефектів, що виникають на різній морфологічній основі і за різних модусів органогенезу. Спираючись на цю концепцію, було побудовано ієрархію рівнів адаптацій відповідно до різних таксономічних рангів.
У результаті досліджень уперше було дано еколого-фізіологічне обґрунтування напрямів еволюції різних систем органів акароїдних кліщів і виявлені еколого-фізіологічні основи шкодочинності цих членистоногих. Розробки з питань функціональної та еволюційної морфології узагальнено у циклі статей і монографії «Биологические основы вредоносности акароидных клещей» (1985).
Вивчення біологічних особливостей хижих, паразитичних і рослиноїдних кліщів дало можливість І. А. Акімову разом зі своїми учнями, ґрунтуючись на принципі спільного використання слабо конкуруючих через відмінність життєвих стратегій (К- та R- стратегії) двох видів хижаків проти одного виду шкідника, довести принципи добору і застосування перспективних для біологічного методу захисту рослин кліщів-акарифагів. Результати цих теоретичних розробок і практичного втілення відображені в циклі статей, практичних рекомендацій та двох монографіях «Хищные и паразитические клещи-хейлетиды» (1990) і «Хищные клещи в закрытом грунте» (1991).
І. А. Акімовим при вивченні кліща варроа — збудника небезпечного паразитарного захворювання бджіл — варроозу було виявлено і вивчено такі загальнозоологічні проблеми, як механізми подолання шкідливого впливу інбридингу, сезонний поліморфізм, мінливість і його значення як мобілізаційного резерву виду тощо. Результати цих фундаментальних і прикладних зоологічних досліджень відображені у циклі статей, монографій «Клещ варроа — возбудитель варрооза пчел» (1988), яку перекладено англійською мовою, та «Пчелиный клещ Varroa jacobsoni» (1993), що стала енциклопедією з проблеми варроозу і охоплює усі аспекти біології збудника цієї хвороби.
І. А. Акімов автор понад 200 наукових публікацій, серед яких 5 монографій, що об'єднані проблемою «Біологічні особливості практично важливих груп кліщів».
І. А. Акімов — засновник лабораторії акарології, що започаткувала новий напрям зоологічних досліджень і виросла у відділ, який став одним із загальновизнаних центрів акарологічних досліджень у Європі.
Він підготував два доктори і 19 кандидатів наук. Зусиллями вченого створена українська школа акарологів, спрямована на розв'язання фундаментальних і прикладних проблем акарології.
Ігор Андрійович очолюючи загальноінститутські проекти з проблем охорони біорізноманіття і заповідної справи, висунув низку важливих ідей щодо включення режимних територій до мережі заповідних земель, природоохоронної конверсії військових полігонів. Як фахівець і експерт з цієї справи він брав активну участь у створенні відповідних проектів законів України.
Багато років очолював Київське товариство охорони природи. Він — член Бюро Відділення загальної біології НАН України, заступник голови Національної комісії з питань Червоної книги України, Голова Наукової ради з проблем заповідної справи і діяльності заповідників при ВЗБ НАН України. І. А. Акімов є Президентом Українського наукового товариства паразитологів.
І. А. Акімов — головний редактор журналу «Вестник зоологии» протягом багатьох років, входив до складу багатьох наукових рад і товариств, неодноразово брав участь у роботі оргкомітетів і комісій Національної академії наук і міжнародних наукових організацій. Учений відзначений почесним званням «Заслужений діяч науки і техніки України».